# Сухој Су-7
Сухој Су-7  (рус. Сухой Су-7; НАТО назив Fitter) је ловац-бомбардер на млазни погон направљен у Совјетском Савезу. Авион је први пут полетео 1955. године и био у употреби све до 1986. Наследио га је авиона Сухој Су-17 и његове варијанте Су-20 и Су-22.

## Пројектовање и развој
Рад на пројекту авиона Су-7 је почео 14. маја 1953. године када је П. О. Сухој именован за главног пројектанта ОКБ-1 који је формиран са задатком да направи совјетску копију америчког ловца F-86 сејбр. За месец дана након тога Биро се окренуо пројектовању суперсоничног борбеног авиона и то: једног са стреластим крилима који је добио ознаку С-1 (према облику крила С-стреласта) и другог са делта крилима који је добио ознаку Т-3 (према Т-троугласта крила). У новембру месецу 1953. године био је готов нацрт тактичког ловца са стреластим крилима С-1, а у фебруару 1954. године прошао је пред комисијом која је одобрила даљи рад. Прототип овог авиона је завршен у јуну месецу 1955. године и отпочето је његово тестирање. Први пробни лет је обављен 7. септембра 1955. године и тестирање је трајало до половине 1956. године. Када је 9. јуна 1956. године овим авионом постигнута брзина од 2070 km/h, 270 km/h више од оне која је задата Тактичко-техничким условима, влада је 11. јуна 1956. године донела одлуку да се авион пусти у серијску производњу. Авион је добио званичан назив Су-7 а производила га је фабрика авиона N°126 Комсомолск на Амуру. Први пут је јавности приказан 24. јуна 1956. године заједно са осталим новим авионима. Државно и војно тестирање авиона Су-7 је трајало до 1958. године али то је углавном било због мотора. Од 1957. до 1960. године је произведено 132 примерка ових авиона и они су укључени у јединице Војног ваздухопловства као тактички ловци.
У другој половини 50-их година била је обустављена производња авиона намењена подршци сувоземним трупама то су привремено чинили авиони Ил-10, МиГ-15 и МиГ-17, али сазревала је потреба за специјализованим авион за подршку. Тако да је 1957. предложен пројект Су-7Б ловац-бомбардер који је у производњу ушао 1960. године. У току свог животног века, а он је за авионе ове врсте био изузетно дуг, трајао је близу 30 година вршена су модернизовања тако да има неколико варијанти ових авиона.

### Технички опис
Авион Су-7 (1955) је једноседи једномоторни авион направљен према класичној шеми, средње крилац је са стреластим крилом и углом стреле 60° што му омогућава постизање веома великих брзина. Репни стабилизатори су такође стреластог облика. Труп авиона је кружног облика и одликовао се чистим аеродинамичним површинама. На носу авиона се налазио улаз за ваздух са системом за регулисање протока у зависности од висине и брзине лета авиона са минималним отпором. Нови снажан турбо млазни мотор АЛ-7Ф са функцијом додатног сагоревања (форсаж) имао је потисак близу 100 kN, хидраулични систем са радним притиском од 210 bar, нови систем управљања и контроле радних фунција авиона, дуплиране коморе ракетних бустера, нови систем седишта за катапултирање (избацивање под углом) знатно је смањио број повреда пилота при катапултирању, све су то новости први пут примењене у совјетском ваздухопловству. Стајни трап је увлачећи система трицикл, предња носна нога се увлачила у труп авиона а главне ослоне ноге су се налазиле испод крила и у току лета су се увлачиле у крила. Положај крилних ногу стајног трапа је био такав да није сметао систему подвешавања оружја и спољних резервоара за гориво. Кокпит пилота смештен у кабину под притиском а лоциран готово у самом носу авиона омогућавао је добру прегледност пилоту како у фазама полетаља и слетања тако и при лету авиона. Авион Су-7 је у принципу био добро наоружан а конкретно наоружање је завислило од типа авиона да ли је био ловац, ловац-бомбардер или јуришник. У Арсенали овог авиона су били топови, ракете ваздух-ваздух, невођене балистичке ракете разног калибра од 57 до 240 mm класичне авио-бомбе разног калибра, па чак и атомска бомба од 5 kT.

### Варијанте авиона Сухој Су-7
Ознаке свих варијанти авиона Су-7 приказани су надаље:
- Су-7 – тактички ловац серијски произвођен (1958—1960),
- Су-7Б – ловац-бомбардер серијски произвођен (1960—1961),
- Су-7БКЛ – ловац-бомбардер Су-7Б прилагођен за слетање и полетање са травнатих писта произвођен (1965—1971),
- Су-7БМ – варијанта ловаца-бомбардера Су-7Б са новом опремом и мотором АЛ-7Ф-1 произвођен (1962—1964),
- Су-7БМК – извозна варијанта авиона Су-7БМ произвођен (1966—1971),
- Су-7У – школско тренажна варијанта авиона Су-7Б произвођен (1965—1971),
- Су-7УМК - извозна варијанта школско тренажног авиона Су-7У произвођен (1965—1971).

## Наоружање
| Наоружање авиона: Сухој Су-7   |                                   |
| Ватрено (стрељачко) наоружање  |                                   |
| Топ                            |                                   |
| Број и ознака топа             | 2 х НР-30                         |
| Број граната                   | 70                                |
| Калибар                        | 30                                |
| Митраљез                       |                                   |
| Бомбардерско наоружање (бомбе) |                                   |
| Класичне авио бомбе            | ФАБ-100; ФАБ-250; ФАБ-500         |
| Укупна маса                    | 1.000                             |
| Број тачака за подвешавање     | 8                                 |
| Ракетно наоружање (ракете)     |                                   |
| Број и ознака ракета           | 32 х 57mm / 2 х 240 невођене ракете |
| Број подвешаних ракета         | 2                                 |

## Оперативно коришћење
Мада је овај авион пројектован као тактички ловац временом се трасформисао преко ловца бомбардера у јуришни авион. Авион Сухој Су-7 је произведен у 1.874 примерака и представљао је окосницу Совјетског ваздухопловства када су у питању јуришни авиони. Био је добар извозни производ извезен је у 9 земаља у 691 примерак. Био је у употреби преко 30 година, учествовао у два рата Шестодневном и Индијско-пакистанском рату.

## Земље које су користиле овај авион
| - Авганистан - Алжир - Куба - Чехословачка - Египат - Индија - Ирак | - Либија - Пољска - Северна Кореја - СССР - Сирија - Вијетнам |